# Kid Abelha
Kid Abelha (também conhecida como Kid Abelha e os Abóboras Selvagens entre 1982 e 1988) foi uma banda de pop rock brasileira que fez sucesso no país desde a década de 1980. Era composta por Paula Toller, George Israel e Bruno Fortunato. Vendas de discos somaram 9 milhões de exemplares no Brasil.

## História

### Anos 80
Em 1981, Paula Toller conheceu Leoni na faculdade. Ambos estudavam na PUC-Rio e começaram a namorar. Com isso, Paula passou a visitar os ensaios da banda "Chrisma", formada por Leoni (voz e baixo elétrico), Beni Borja (bateria) e Pedro Farah (guitarra). Os garotos sempre convidavam Paula a ingressar na banda, porém, ela sempre recusava, alegando ser tímida. Suas visitas aos ensaios a motivaram a cantar.
George Israel, por sua vez, foi visto tocando saxofone em Búzios/RJ, e convidado por um amigo de Leoni a conhecer a tal banda que este liderava. George aceitou o convite e se uniu à banda, pouco tempo depois conhecida como Kid Abelha e os Abóboras Selvagens, nome escolhido durante uma transmissão ao vivo na Rádio Fluminense FM. A primeira demo executada pela extinta rádio foi "Distração". O sucesso foi imediato; a banda passou a fazer shows no Circo Voador e, com isso, participam do LP Rock Voador, com duas faixas: "Distração" e "Vida de Cão é Chato pra Cachorro".
Pedro Farah foi o primeiro integrante a abandonar a banda, logo no início do sucesso, para morar nos Estados Unidos. Com isso, Bruno Fortunato assumiu a guitarra do Kid em definitivo. Beni, que mais tarde seria produtor da banda carioca Biquini Cavadão, foi o segundo integrante a sair do Kid, sendo substituído por bateristas contratados.

#### Pintura Íntima
Depois de entrar com duas musicas no LP Rock Voador, uma coletânea de bandas novas lançada pela Warner, a banda é contratada pela gravadora e grava o primeiro compacto, "Pintura íntima", que teve no lado B a canção "Por Que Não Eu?". "Fazer amor de madrugada..." foi o primeiro refrão do Kid Abelha a ficar na cabeça dos brasileiros, e primeiro disco de ouro. Em 1984, o maior sucesso da banda entrou como lançamento do segundo compacto, "Como Eu Quero", os levou ao segundo disco de ouro. O Lado B era "Homem com uma Missão".

#### Seu Espião, Rock in Rio e Educação Sentimental
O primeiro álbum do Kid Abelha e os Abóboras Selvagens é lançado também em 1984, Seu Espião. Um LP que carrega consigo grandes sucessos que estouravam nas rádios: "Fixação", "Nada Tanto assim", "Alice (Não Me Escreva Aquela Carta de Amor)", e as lançadas anteriormente "Pintura Íntima", "Por Que Não Eu?" e "Como Eu Quero". O álbum conseguiu o terceiro disco de ouro da carreira.
Em janeiro de 1985, a banda toca no maior evento de rock do mundo no momento, o Rock in Rio. Na terça-feira, dia 15, tocaram para 50 mil pessoas e na sexta-feira, dia 18, para 250 mil pessoas. Os 7 maiores sucessos do disco Seu Espião foram tocadas ao vivo.
Educação Sentimental, segundo LP da banda, é lançado ainda em 1985, trazendo "Lágrimas e Chuva", Educação Sentimental I e II e "Garotos". "A Fórmula do Amor", parceria da banda com o cantor Leo Jaime, foi regravada em versão lenta. O sucesso somou mais um disco de ouro. Para este trabalho é contratado o novo baterista da banda, Claudinho Infante.

#### Saída de Leoni e o 'Ao Vivo'
Em um show de Leo Jaime no Rio de Janeiro, o cantor chamou a banda para cantar o sucesso "A Fórmula do Amor". Entretanto, esqueceu de chamar Leoni. Devido a isso, houve desentendimentos entre Leoni e Paula Toller e seus respectivos namorados, Fabiana Kherlakian (herdeira da grife Zoomp) e Herbert Vianna (líder da banda Os Paralamas do Sucesso). Os desentendimentos culminaram com a saída de Leoni, que, além de baixista, era o principal compositor.
Parecia ser o fim dos Abóboras, porém, a banda promoveu o projeto de um LP duplo e VHS ao vivo, intitulado Kid Abelha Ao Vivo e gravado no Parque Anhembi para um público de 20 mil pessoas, contendo os maiores sucessos até então e também a inédita "Nada Por Mim", parceria de Paula Toller e Herbert Vianna anteriormente gravada pela cantora Marina Lima. Por problemas técnicos com as imagens, o projeto foi reduzido a um LP único, com nove músicas. Aos Abóboras somaram-se Cláudia Niemeyer (baixo elétrico), Marcelo Lima (teclados), Don Harris (trompete) e Julio Gamarra (percussão). Ao Vivo foi mais um disco de ouro.

#### Tomate
Em 1987, Paula é nomeada a mais nova sex symbol do Brasil e o grupo promove sua maior ousadia, com o disco Tomate. O clipe da canção-título (inspirada no poema de Murilo Mendes, "O Tomate (da Crítica de Arte)") foi muito premiado, além de estourarem "No Meio da Rua", "Me Deixa Falar" e "Amanhã é 23" (incluída na trilha sonora da novela O Outro, da Rede Globo) todas da primeira safra de canções da parceria Paula Toller e George Israel. Já com a presença do baixista e produtor Nilo Romero, o disco foi mixado em Londres e dedicado a todas as pessoas que trabalham à noite.
Em 1988, Claudinho saiu da banda, reduzindo-a à última formação com Paula, George e Bruno. Mesmo assim, ainda participa do disco Kid, um ano depois. "Agora Sei", "Todo o Meu Ouro", "Dizer Não é Dizer Sim" e "De Quem é o Poder" foram as mais conhecidas. Além do tema de novela Dizer Não é Dizer Sim, a canção "Sexo e Dólares" foi tema do filme nacional que contava a história de Lili Carabina, Lili, a Estrela do Crime. Nos agradecimentos, nomes bastante conhecidos, como Cazuza (que escreveu o press release do disco), Frejat e Herbert Vianna. Devido à gravidez de Paula Toller, os shows foram reduzidos e a banda decidiu parar por alguns meses.

### Anos 90
O início da década de 1990 é brindado com o disco Greatest Hits 80's, que além de nove sucessos em LP e dez em CD, revela "No Seu Lugar". As músicas foram remasterizadas digitalmente e "Como Eu Quero" e "Fixação" ganharam novo vocal, com a voz de Toller mais afinada do que nunca. Rendeu o primeiro disco de platina da banda.
Tudo É Permitido trouxe, em 1991, um forte erotismo em letras como "Gosto de Ser Cruel", "Lolita" e "Eletricidade" (estreia de George Israel nos vocais). Trouxe também o sucesso "Grand' Hotel", as regravações de "Fuga Número 2", d'Os Mutantes; e de "Não Vou Ficar", canção de Tim Maia que fez sucesso com Roberto Carlos. "A Indecência", por sua vez, vem inspirada no poema de D.H. Lawrence, "A Indecência Pode Ser Saudável". "No Seu Lugar" também é incluída no disco, que marca a estreia de Kadu Menezes na bateria. O disco também marcou a redução do nome da banda, que perdeu os "Abóboras Selvagens", passando a se chamar "Kid Abelha".
"O Sexo que Fazemos" foi o tema principal do disco IêIêIê, de 93, pelo fato de este verso iniciar três letras do disco, "Por Uma Noite Inteira", "Mil e Uma Noites" e "Um Segundo a Mais". "Eu Tive um Sonho" (tema da minissérie Sex Appeal), "Deus (Apareça na Televisão)", "Em 92" e "O Beijo" se destacaram. Presente no trabalho também a primeira gravação da banda em inglês, a regravação de "Smoke On The Water", do Deep Purple.

#### O Zumbido Acústico
Entre março e julho de 1994, foi gravado por George Israel e Kadu Menezes nos shows realizados em Belo Horizonte, Curitiba, Criciúma, Concórdia, Venâncio Aires e Sta. Bárbara o disco Meio Desligado, que além de grandes sucessos acústicos, traz as regravações "Cristina" (Tim Maia) e "Canário do Reino". A música de trabalho foi "Solidão Que Nada", parceria entre George Israel, Nilo Romero e Cazuza. Após 18 shows no Jazzmania, que foi inclusive especial de TV, a turnê percorre todo o Brasil. Participaram do disco Mauricio Gaetani (piano e acordeom), Odeid (baixo), Serginho Trombone (trompete), Lui Coimbra (cello) e, como convidados, Sérgio Dias (em "Deus"), Ritchie ("Como Eu Quero") e Lulu Santos ("Canário do Reino"). Como premiação por mais de 500 mil cópias, este é um dos discos duplos de platina da coleção dos abelhas.

#### Meu mundo Gira em Torno de Você
Em 1996, a música de Hyldon "Na Rua, na Chuva, na Fazenda" lançou o disco Meu Mundo Gira em Torno de Você. No clipe "Te Amo pra Sempre", top na MTV, Paula aparece vestindo um simplório biquíni de bolinhas. Também encontram-se no disco "Como É Que Eu Vou Embora", "Combinação" e "A Moto". Participações nos instrumentos, de Rodrigo Santos (da banda Barão Vermelho) no baixo e a estreia do atual trompetista Jefferson Victor, na faixa "Vou Mergulhar". "Meu Mundo…" é o disco de estúdio mais vendido da banda, tendo 3 diferentes versões, inclusive uma de platina, com CD duplo.

#### Espanhol e Remix
No ano seguinte, 1997, a banda alçou voos ainda maiores, levando seu trabalho ao exterior, no CD Kid Abelha, divulgado nos EUA, Espanha e países latinos. O álbum traz seus grandes sucessos em espanhol, como "¿Por Qué Me Quedo Tan Sola?", "Como Yo Quiero", "Te Amo Por Siempre", "Dios", "Todo Mi Oro", "En medio de la calle", "Grand Hotel" e outros, tendo a participação de Alejandro Sanz em "Nada por mí". A banda quase teve o nome reduzido para "Kid", devido à difícil pronúncia do nome "Abelha" em espanhol. Devido ao sucesso da banda nas baladas e boates, no mesmo ano, chega às lojas brasileiras Remix, com sucessos remixados por conceituados DJs. Duplo de platina, com 500 mil cópias vendidas em dois meses.

#### Fechando com Disco de Ouro
Autolove, nome que o trio define como "o amor que se locomove sozinho, cujo combustível somos nós" vem em 1998, com mais um disco de ouro. Considerado um dos melhores e mais maduros discos da banda, emplaca "Eu Só Penso em Você", "Maio…", "Minas - São Paulo", "Tanta Gente" e a homenagem a Renato Russo em "Três Taças". Ainda há a canção "Ouvir Estrelas", adaptada do poema homônimo de Olavo Bilac.

### Anos 2000
2000 marcou o lançamento do disco Coleção. Embalado pelo sucesso "Pare o Casamento" da cantora Wanderléa, o disco vem com diversos sucessos de outros artistas, como "O Telefone Tocou Novamente" e "Mas, Que Nada" (ambas de Jorge Ben), "Pingos de Amor" (Paulo Diniz e Odibar), "Teletema" (Antonio Adolfo e Tibério Gaspar), "Mamãe Natureza" (Rita Lee), "As Curvas da Estrada de Santos" (Roberto e Erasmo Carlos), além das inéditas "Deve Ser Amor", "Eu Sei Voar" (gravada originalmente para o disco Autolove) e "Um Momento Só" (gravada originalmente para o disco IêIêIê). O disco encerra o contrato com a gravadora Warner e a entrada do tecladista Humberto Barros, além da presença de Dunga (baixo), Rodrigo Santos (baixo) e Cris Braun (vocais e composições).
Mais uma vez o Kid Abelha participa do evento Rock in Rio. A terceira edição aconteceu em janeiro de 2001, onde a apresentação da banda aconteceu no dia 20, mesma data de Engenheiros do Hawaii, Elba Ramalho, Zé Ramalho e atrações internacionais. Tocaram sucessos como "Fixação", "Pintura Íntima", "Lágrimas e Chuva", "Alice", "No Meio da Rua", "Amanhã É 23", "Pare o Casamento", "Te Amo Pra Sempre", "Como É Que Eu Vou Embora", "Eu Tive Um Sonho", "Desculpe o Auê" (de Rita Lee), entre outras. Surf, foi o primeiro álbum lançado pela Universal Music, em 2001. As três singles, "Eu Contra a Noite", "Eu Não Esqueço Nada" e "O Rei do Salão" apresentam o disco, que contém também, dentre outras, "3 Garotas na Calçada", "Gávea Posto 6" e "Pelas Ruas da Cidade", que falam da vida e cenário dos cariocas e dos brasileiros. Bateria e percussão eletrônica acompanham as canções.

#### O Maior êxito
Os 20 anos do Kid foram comemorados em grande estilo em 2002: a banda foi convidada para participar do projeto Acústico MTV. Compõem o disco 20 anos de sucesso em versão acústica: "Como Eu Quero", "Lágrimas e Chuva", "Fixação", "Eu Contra a Noite", "Os Outros", "No Seu Lugar" etc. Possui três inéditas: "Nada Sei", "Gilmarley Song" (homenagem a Gilberto Gil, que havia lançado um disco com canções de Bob Marley) e "Meu Vício Agora", além das regravações de "Brasil" (parceria entre George Israel, Nilo Romero e Cazuza), "Mudança de Comportamento" (Ira!), com participação do guitarrista e vocalista Edgard Scandurra, e "Quero Te Encontrar" (da dupla funk Claudinho e Buchecha, numa homenagem a Claudinho, falecido em junho do mesmo ano). O álbum recebeu vários prêmios de grande importância no cenário nacional e foi indicado ao Grammy Latino, em 2003; seus singles permaneceram por tempo prolongado no "Top 10" [carece de fontes?] e suas vendagens ultrapassaram a marca de 1.250.000 cópias vendidas [carece de fontes?]. Só no ano de 2006, quase quatro anos após o lançamento, o CD teve vendagem de 250 mil cópias [carece de fontes?], sendo o nono disco mais vendido no Brasil [carece de fontes?]. No ano seguinte o disco ficou em sétimo [carece de fontes?]. A turnê, que durou três anos, permitiu shows por todo Brasil e em algumas cidades dos EUA. O DVD, primeiro trabalho áudio-visual da banda, teve como premiação o DVD de diamante duplo [carece de fontes?], marca rara em trabalhos em vídeo.

#### Pega Vida
Pega Vida foi lançado em meados de abril de 2005. O disco trouxe onze faixas inéditas, de autoria de George Israel e Paula Toller, e uma regravação, "Será Que Pus um Grilo na Sua Cabeça?". Logo de cara, a primeira single, "Poligamia", posicionou-se entre as dez mais tocadas do país, chegando ao 3º lugar nas paradas. "Peito Aberto", segundo single, além de chegar ao primeiro lugar em versão original, ficou no topo com as versões acústica e remix. "Eu Tou Tentando" e "Por Que Eu Não Desisto de Você" foram as últimas músicas de trabalho, que também obtiveram grande êxito. Houve divulgação em diversos programas de TV: Altas Horas (três vezes), Domingão do Faustão, Pulso MTV (duas vezes), Fanático MTV (duas vezes), Sem Censura (TV Cultura), Programa do Jô, Programa Hebe (SBT), Especial Oi Noites Cariocas (MTV) e Especial Pega Vida (Multishow). Pega Vida foi também lançado em DVD, sendo o primeiro trabalho de artistas brasileiros em vídeo totalmente com músicas inéditas, que rendeu DVD de ouro.

#### 2007, o ano em que o Kid tirou férias e o retorno em 2011
A banda anunciou suas férias em 2007. Os fãs perguntam pelo retorno da banda em contatos virtuais ou pessoais com membros do Kid Abelha, principalmente com Paula Toller e George Israel, mas a resposta é sempre a mesma, de que não sabem do futuro do Kid.
Em 2011, a banda retorna com a turnê "Glitter de Principante", comemorando os 30 anos de carreira. O primeiro show aconteceu em Curitiba, em 14 de abril, no Teatro Guaíra e a turnê seguiu para Foz do Iguaçu, São Paulo e Rio de Janeiro, no Citibank Hall. A banda foi uma das atrações do Maceió Music Festival (MMF), um dos maiores festivais de música do Nordeste, que reuniu mais de 45 mil pessoas. Na ocasião, Paula Toller e os companheiros do Kid Abelha dividem a noite com CPM 22, Pitty, Deslucro, Diogo Nogueira, Oxe! e Fernanda Guimarães.

#### 2012 - Show comemorativo no Rio de Janeiro
No dia 28 de abril de 2012, a banda gravou um especial para celebrar os 30 anos de carreira que os abelhas completam em 13 de novembro, data do primeiro show profissional da banda, em show na cidade do Rio de Janeiro transmitido ao vivo pelo canal de TV Multishow, com direito a bolo de aniversário no final e a participação da Bateria da Escola de Samba Mangueira. A gravação do show gerou um DVD comemorativo, com registros da turnê "Glitter De Principiante", iniciada em Curitiba em 2011.

#### 2013 - Retorno ao Festival de Verão após oito anos
Paula Toller e os companheiros do Kid Abelha retornaram ao Festival de Verão, depois de oito anos, e abriram a segunda noite do evento, no Parque de Exposições, em Salvador. A banda subiu ao palco para satisfazer a expectativa dos fãs, antigos e novos, entoando a canção “No seu lugar” logo de primeira. A apresentação foi marcada pela formação de um grande coro em diversos momentos do show. Foi difícil para Paula Toller encerrar a apresentação. O público empolgado pediu bis e foi atendido. Com cachos soltos e de vestido amarelo “ouro”, Paula Toller, acompanhada de George Israel e Bruno Fortunato, celebra três décadas de carreira. “Essa noite é super especial para a gente porque estamos aqui para agradecer a Bahia e ao Brasil. São 15 anos de Festival e 30 de Kid Abelha. O ano de 2012 foi maravilhoso, acabamos de lançar um DVD ao vivo. Muita coisa boa aconteceu e é hora de comemorar”, disse a artista pouco antes de iniciar o show. “Nada tanto assim”, “Educação sentimental 2″ e “Na rua, na chuva, na fazenda” foram tocadas logo no início do show. “Todo meu ouro”, “Em 92″, “Garotos”, “Dizer não é dizer sim” e “Amanhã é 23″ também estiveram entre os tantos sucessos que compuseram o mais recente trabalho do grupo. A apresentação da banda contou ainda com canções como “Eu só penso em você”, “No meio da rua”, “Grand´Hotel”, “Nada sei”, “Lágrimas e chuva”, “Eu tive um sonho”, “Alice”, “Fixação” e “Te amo pra sempre”.Mais cedo, durante a passagem de som, o saxofonista George Israel prometeu um show “bacana” e cheio de surpresas. “Este show é uma parceria com público desse tempo todo e Salvador sempre foi uma cidade em que a banda é muito querida”, disse. Paula agradeceu o carinho dos fãs. “É lindo ver a cara de vocês, aqui de pertinho e lá de longe. Fico imaginando o sorriso de cada um, o que cada um da gente tem a ver com cada um de vocês. Valeu”, disse a vocalista.
Depois de voltarem a se reunir, Paula Toller, George Israel e Bruno Fortunato anunciaram que a banda faria uma nova pausa para que eles pudessem se dedicar a seus projetos pessoais. Paula chegou a usar sua página no Twitter para falar com os fãs: “Queridos, sinto que as reclamações, chororôs e até os xingamentos pelo término da turnê são sinais de amor. As ondas vêm e vão. Lóviu all!”, escreveu ela. Paula Toller anunciou em abril em uma entrevista à revista Quem, que a banda havia encerrado as atividades após a turnê.
No dia 22 de abril de 2016, o Kid Abelha anunciou que havia encerrado as atividades em 2013 em sua página no Facebook: "A vontade de experimentar outras formas de criar e o desgaste natural de tanto tempo juntos nos levaram a essa decisão. Optamos por um soft-ending, um final suave, evitando o sensacionalismo."

## Integrantes

#### Última formação
- Paula Toller – voz (1981–2013)
- George Israel – saxofone, guitarra, violão, bandolim, flauta transversal (1981–2013)
- Bruno Fortunato – guitarra, violão (1981–2013)

#### Ex-integrantes
- Beni Borja: bateria (1981–1983; morreu em 2021)
- Leoni: baixo (1981–1986)
- Claudio Infante: bateria (1985–1988)[27][28]

## Discografia

### Álbuns de estúdio
- (1984) Seu Espião
- (1985) Educação Sentimental
- (1987) Tomate
- (1989) Kid
- (1991) Tudo é Permitido
- (1993) Iê Iê Iê
- (1996) Meu Mundo Gira em Torno de Você
- (1998) Autolove
- (2000) Coleção
- (2001) Surf
- (2005) Pega Vida

## Prêmios
APCA
- 1998: Projeto Gráfico - "Autolove"

Prêmio Multishow de Música Brasileira
- 1996: Melhor clipe - "Na Rua, Na Chuva, Na Fazenda"
- 2003: Melhor CD - "Acústico MTV" (Indicação)
- 2003: Melhor Grupo - "Kid Abelha" (Indicação)

Prêmio TIM de Música
- 2003: Melhor CD Pop Rock - "Acústico MTV"

MTV Video Music Brasil
- 1997: Escolha da Audiência - "Te Amo Pra Sempre" (Indicação)
- 1999: Escolha da Audiência - "Eu Só Penso em Você" (Indicação)
- 2002: Melhor Fotografia em Videoclipe - "Eu Não Esqueço Nada" (Indicação)
- 2003: Escolha da Audiência - "Nada Sei" (Indicação)
- 2005: Melhor performance ao vivo - "Poligamia" (Indicação)

Grammy Latino
- 2003: Melhor Álbum de Pop Contemporâneo Brasileiro - "Acústico MTV" (Indicação)